# 도살장의 성 요한나

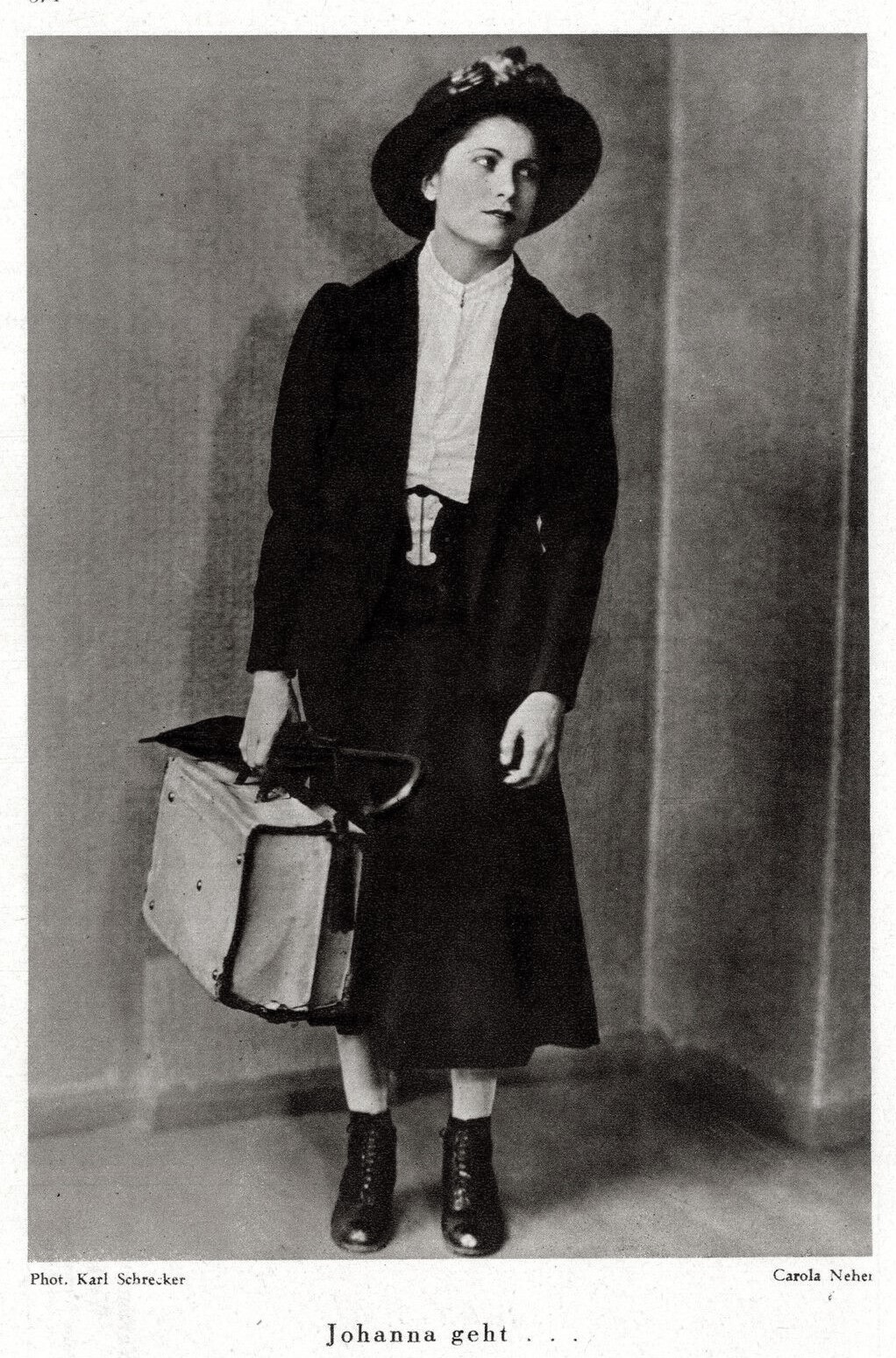

《도살장의 성 요한나》(독일어: Die heilige Johanna der Schlachthöfe)는 독일의 극작가 베르톨트 브레히트가 1929년부터 1941년까지 쓴 희곡이다. 때는 1920년대 말, 세계경제는 대공황을 맞는다. 시카고의 도살장과 통조림 공장에서 일하던 노동자들이 대량 해고와 임금 체불 때문에 공장주와 맞선다. 구세군을 이끌던 요한나 다크가 중재자로 나선다. 브레히트가 실러의 <오를레앙의 성 처녀>를 각색했다.

## 배경
1920년대 말 세계경제 공황기 시카고가 배경이다. 도살장과 통조림 공장에서 일하는 노동자들은 대량 해고와 임금 체불 때문에 공장주와 맞선다. 이들을 가난에서 구제하기 위해 요한나와 그녀가 이끄는 구세군 ‘검은 밀짚모자’가 나선다. 특히 순진했던 요한나는 이 사태가 원만히 해결되리라는 믿음을 갖는다. 공장주 마울러가 보이는 호의에 희망을 건다. 요한나는 몇 번이고 마울러를 설득한다. 그러나 상황은 점점 더 악화된다. 드디어 노동자들이 총파업을 결의한다. 전체 노동자의 집결을 요구하는 내용의 편지가 요한나 손에 맡겨진다. 마지막 순간, 요한나는 마울러로부터 희망적인 약속을 받아내고 편지를 찢는다. 폭력이 아닌 평화로써 사태가 해결될 것이므로. 요한나는 뒤늦게 자신이 공장주들에게 이용만 당한 사실을 깨닫는다. 그녀는 눈밭에서 폐렴으로 죽어 가며 더 좋은 세상을 만들려면 결국 우리가 살고 있는 이 사회를 변혁시키는 방법밖에는 없다고 조용히 소리친다. 브레히트의 작품 가운데 가장 종교적이고 혁명적인 작품이라는 평가다. 작가 사후에야 공연되어 큰 관심을 받았다. 요한나의 모델은 잔 다르크라는 역사적 인물이다. 일찍이 실러가 그녀의 이야기를 <오를레앙의 성 처녀>라는 비극으로 극화했고 브레히트가 이를 자신만의 독특한 스타일로 각색했다.